# Áskell Másson
Áskell Másson (Reykjavik, 21 november 1953) is een IJslands componist, klarinettist en slagwerker.

## Levensloop
Áskell studeerde vanaf 1961 klarinet, slagwerk en compositie aan het Tónlistarskólinn í Reykjavík (Reykjavík College of Music) in zijn geboortestad. Later studeerde hij privé bij James Blades in Londen. Na het behalen van zijn diploma's werkte hij van 1973 tot 1975 als componist en slagwerker bij het orkest van het ballet van het Nationaal theater in IJsland. Van 1978 tot 1983 was hij bezig als producent in de muziekafdeling van het Ríkisútvarpið RUV - The Icelandic National Broadcasting Service in Reykjavik. Daarna concentreerde hij zich bijna uitsluitend op zijn werk als componist. Verder was hij van 1983 tot 1985 secretaris-generaal van de federatie van componisten in IJsland en van 1989 tot 1999 voorzitter van de IJslandse auteursrechtengezelschap Samband tónskálda og eigenda flutningsréttar (STEF), de IJslandse zusterorganisatie van Buma/Stemra of SABAM.
Hij werd beschouwd als een van de bekendste eigentijdse IJslandse componisten, alhoewel hij ook gewerkt heeft in Kopenhagen, Stockholm, Londen en Parijs met kunstenaars en muzikanten zoals Roger Woodward, Evelyn Glennie, Ole Edvard Antonsen, Benny Sluchin, Gert Mortensen en Christian Lindberg. In 2010 tot 2011 was hij huiscomponist van de vocale groep ARS NOVA Kopenhagen. 

## Composities

### Werken voor orkest

#### Symfonieën
- 1992 Sinfonia Trilogia - Symfonie nr. 1, voor orkest
  1. Hyr (Fire)
  2. Rá (Earth)
  3. Hvel (Hemisphere ot Sky)
- 1997 Kammersinfonia - Symfonie nr. 2, voor kamerorkest

#### Concerten voor instrumenten en orkest
- 1980 Concert, voor klarinet en orkest
- 1982 Konzertstück, voor kleine trom en orkest (ook in een versie voor harmonieorkest of percussieensemble)[1]
- 1983 Concert, voor altviool en orkest
- 1985 Concert, voor piano en orkest
- 1987 Concert, voor marimba en orkest
- 1999 Maes Howe, voor tuba en kamerorkest
- 2000 Canto Nordico - Concert, voor trombone en orkest
- 2000 Concert, voor slagwerk en orkest
- 2000 Concert, voor viool en orkest
- 2005 Quatrain, voor saxofoonkwartet, buisklokken en strijkorkest
- 2007 Ora, voor 6 slagwerkers solo en orkest
- 2008 Crossings, dubbelconcert voor 2 slagwerkers en orkest (gecomponeerd voor Evelyn Glennie, Gert Mortensen en de "Arts Association of March 85" in Denemarken)
- 2009 Concert, voor hoorn en orkest
- 2009 Ensilumi, voor cello en orkest

#### Andere werken voor orkest
- 1980 Loftur The Sorcerer, voor orkest
- 1982 Okto November, voor strijkorkest
- 1982 Elja, voor kamerorkest
- 1982 Christmas Songs, voor strijkorkest
- 1986 Leit, voor orkest
- 1992 Hvörf, voor strijkorkest
- 1994 Run (Rune), voor orkest
- 2003 Frón, voor orkest

### Werken voor harmonieorkest en koperensemble
- 1982 Konzertstück, voor kleine trom en harmonieorkest
- 1983 Derrière le miroir, voor groot koperensemble (3 trompetten, 4 hoorns, 3 trombones, 2 tuba's)

### Werken voor bigband
- 1980 A Oldum Ljosvakans

### Muziektheater

#### Opera's
| Voltooid in | titel          | aktes                 | première | libretto                                 |
| ----------- | -------------- | --------------------- | -------- | ---------------------------------------- |
| 2001        | The Ice Palace | 3 bedrijven, 8 scènes |          | gebaseerd op een novel van Tarjei Vesaas |

### Vocale muziek

#### Oratoria
- 2010 Cecilia, oratorium voor 4 vocale solisten, drie koren, orkest en 2 orgels

#### Werken voor koor
- 1975 Syn, voor vrouwenkoor en slagwerk
- 1985 Introitus, voor gemengd koor, koperblazers, pauken en orgel
- 1989 Fjörg (from Völuspa), voor gemengd koor en solo slagwerk
- 1989 Gimli, voor gemengd koor a capella
- 1997 Solarsöngur, voor gemengd koor a capella
- 1998 Hringras, voor meisjeskoor en slagwerk
- 1998 Ljos, voor kinderkoor en slagwerk
- 1999 Fadir Vor, voor gemengd koor a capella
- 1999 Sol, voor kinderkoor
- 2002 Gimlí, voor gemengd koor
- 2010 Inuit Song, voor twaalfstemmig koor
- 2010 Thor's hammer, voor gemengd koor

#### Liederen
- 1991 Skugginn hefur flokna vel, voor zangstem, dwarsfluit, harp, cello, slagwerk en video
- 1993 Fagra Veröld, voor zangstem en piano
- 1994 Bæn, voor contratenor (of alt) en klokken (ook in een versie voor mezzosopraan of tenor en klokken)
- 1994 Spor, voor sopraan, cello en piano
- 1995 Eining, voor sopraan, cello en piano
- 2004 Songvar um vorid (Songs of Spring), voor sopraan en piano

### Kamermuziek
- 1974 Melodies, voor 2 dwarsfluiten en vibrafoon
- 1978 The Blue Light, voor 2 dwarsfluiten (ook: altfluit) en 2 slagwerkers
- 1983 Trio, voor klarinet, viool en altviool
- 1985 Triology, voor hobo, klarinet en fagot
- 1986 Divertimento, voor gitaar, klarinet en slagwerk
- 1987 Seasons (Fantasy on a Chinese Poem), voor klarinet en handtrom
- 1991 Blaaskwintet
- 1991 Fantasia, voor hobo (ook in een versie voor klarinet) en klavecimbel
- 1992 Snow, voor viool, cello, slagwerk en piano
- 1993 Sonate, voor viool en piano
- 1994 Partita (Nocturne), voor gitaar en slagwerk
- 1995 Eining, voor viool, cello en piano
- 1995 Trio, voor viool, cello en piano
- 1998 Sonatina, voor klarinet en piano
- 1998 Trio, voor klarinet, cello en piano
- 1999 Boreas, voor tuba solo
- 2000 Ymni, voor dwarsfluit, hobo, klarinet, piano, mezzosopraan, viool, cello en contrabas
- 2001 Melodie, voor altviool en marimba
- 2002 Glacier, voor saxofoon en vibrafoon[2]
- 2002 Monologue, voor trombone solo
- 2003 Aeolus, voor tuba solo
- 2003 Shadows, voor solo trompet in C en koperkwintet 
  1. Andante moderato
  2. Lento
  3. Comodo ma deciso, Allegro con brio
- 2004 Sonate nr. 2, voor viool en piano
- 2006 Bois Chantant, fantasie voor basklarinet en marimba
- 2006 Ymur (Quiet Music), voor contrabas solo
- 2007 Music, voor koperkwintet
- 2011 Five Pieces, voor trompet en trombone
- Steinabragur, voor altviool en marimba
- Tryst, voor trombone en tuba

### Werken voor orgel
- 1984 Wedding March, voor orgel (ook met trompet)
- 2009 Larghetto

### Werken voor piano
- 2001 Álfasteinn (Fairy Stone)

### Werken voor gitaar
- 1984 Canzona, voor 2 gitaren

### Werken voor slagwerk
- 1972 Earth (Silja), voor 3 slagwerkers
- 1976 Toccata, voor chromatisch tom-tom of rototom
- 1978 Helfro, voor 2 slagwerkers en bandrecorder (of 4 slagwerkers)
- 1984 Prim, voor kleine trom[3]
- 1984 Sonata I, voor marimba solo
- 1987 Impromptu, voor handtrommen
- 1987 Impromptu, voor marimba
- 1987 Sonate, voor slagwerk
- 1989 Sindur, voor 4 slagwerkers
- 1995 Frum - a drum song, voor 13 solo trommen[4]
- 2001 Kím, voor kleine trom solo[5]
- 2002 Aura, voor crotales en glockenspiel (1 speler)
- 2002 Tromma, voor 2 slagwerkers (2 marimba, 3 conga's, 4 bongo's, 2 pedal basdrums, 4 tom-tom, 1 grote trom, 2 octabands, 2 slit drums)
- 2008 The Drop of Water, voor 2 slagwerkers en bandrecorder (of 3 slagwerkers)
- 2009 Cosmic Tree, voor marimba (solo) en 3 slagwerkers
- Rhythm Strip, voor 2 slagwerkers